# Бренк
Бренк (нем. Brenk) — община в Германии, в земле Рейнланд-Пфальц. Входит в состав района Арвайлер. Подчиняется управлению Брольталь. Население составляет 184 человека (на 31 декабря 2010 года). Занимает площадь 3,08 км². 